# Wardakar
Wardakar (orm. Վարդաքար) – wieś w Armenii, w prowincji Szirak. W 2011 roku liczyła 709 mieszkańców.